# Guus Joppen
Guus Joppen (Eindhoven, 14 november 1989) is een Nederlandse profvoetballer. Hij is op meerdere posities inzetbaar, maar speelt meestal als rechtsback of als centrale verdediger. 

## Carrière

### Helmond Sport
Joppen speelde in de jeugd van PSV en vanaf 2006 die van Helmond Sport. Zijn debuut in het professionele voetbal maakte hij op 19 oktober 2007, toen hij het met Helmond Sport opnam tegen Cambuur Leeuwarden. Deze wedstrijd eindigde in 1-1. Zijn eerste doelpunt in dienst van Helmond Sport volgde op 9 november 2007, in een wedstrijd tegen FC Omniworld. Hij speelde vijf seizoenen bij Helmond Sport, waarin hij 180 officiële wedstrijden en 13 doelpunten kwam.

### VVV Venlo
In 2012 ging Joppen naar VVV-Venlo, waarmee hij voor het eerst in de Eredivisie speelde. Na één seizoen volgde degradatie. In het seizoen 2013-14 was hij aanvoerder van de Venlose club.

### Willem II
Na nog een derde seizoen bij VVV, tekende Joppen in juni 2015 een contract tot medio 2017 bij Willem II, de nummer negen van de Eredivisie in het voorgaande seizoen. De Tilburgse club lijfde hem transfervrij in.

### N.E.C.
In juli 2017 werd bekend dat Joppen transfervrij de overgang maakte naar het net gedegradeerde N.E.C. Hij tekende een seizoen tot de zomer van 2019 en kreeg rugnummer 2 toegewezen. In zijn eerste wedstrijd voor N.E.C. moest hij echter na negen minuten al worden vervangen door Michael Heinloth wegens een blessure. Hij moest vervolgens vier weken toekijken wegens een spierscheuring. Op 25 oktober 2017 scoorde Joppen zijn eerste goal voor N.E.C. tegen Jong PSV (3-3 gelijkspel). Aan het einde van het seizoen 2018/19 verliet Joppen N.E.C. transfervrij. Hij kwam tot 51 wedstrijden voor N.E.C., waarin hij vijf keer scoorde.

### Helmond Sport
Joppen tekende in juni 2019 een contract tot medio 2021 bij Helmond Sport. Zodoende keerde hij na zeven jaar terug naar de club waarvoor hij debuteerde in het betaald voetbal.

### Roda JC Kerkrade
De transfervrije verdediger werd eind juni 2021 voor twee jaar vastgelegd door Roda JC Kerkrade.

### De Treffers
In de zomer van 2023 kwam Joppen een eenjarig contract overeen met De Treffers, uitkomend in de Tweede divisie. In maart 2024 verlengde hij zijn contract met nog een jaar.

## Verre inworp
Eén wapen van Joppen is de verre inworp. In april 2008 bleek hij hierdoor een trombose te hebben opgelopen. Na klachten over een dikke arm moest hij worden opgenomen op de intensive care en maanden herstellen.

## Clubstatistieken
| Seizoen | Club             | Competitie     | Competitie | Competitie | Beker | Beker | Play-Offs | Play-Offs | Totaal | Totaal |
| Seizoen | Club             | Competitie     | Wed.       | Dlp.       | Wed.  | Dlp.  | Wed.      | Dlp.      | Wed.   | Dlp.   |
| ------- | ---------------- | -------------- | ---------- | ---------- | ----- | ----- | --------- | --------- | ------ | ------ |
| 2007/08 | Helmond Sport    | Eerste divisie | 26         | 1          | 0     | 0     | 1         | 0         | 27     | 1      |
| 2008/09 | Helmond Sport    | Eerste divisie | 37         | 4          | 1     | 0     | 0         | 0         | 38     | 4      |
| 2009/10 | Helmond Sport    | Eerste divisie | 37         | 3          | 3     | 0     | 4         | 0         | 44     | 3      |
| 2010/11 | Helmond Sport    | Eerste divisie | 32         | 1          | 1     | 0     | 4         | 1         | 37     | 3      |
| 2011/12 | Helmond Sport    | Eerste divisie | 31         | 3          | 1     | 0     | 2         | 0         | 34     | 3      |
| 2012/13 | VVV Venlo        | Eredivisie     | 33         | 1          | 1     | 0     | 2         | 0         | 36     | 1      |
| 2013/14 | VVV Venlo        | Eerste divisie | 31         | 0          | 2     | 0     | 1         | 0         | 34     | 0      |
| 2014/15 | VVV Venlo        | Eerste divisie | 36         | 3          | 3     | 0     | 4         | 0         | 43     | 3      |
| 2015/16 | Willem II        | Eredivisie     | 15         | 1          | 2     | 0     | 4         | 0         | 21     | 1      |
| 2016/17 | Willem II        | Eredivisie     | 11         | 0          | 0     | 0     | 0         | 0         | 11     | 0      |
| 2017/18 | N.E.C.           | Eerste divisie | 21         | 4          | 0     | 0     | 2         | 0         | 23     | 4      |
| 2018/19 | N.E.C.           | Eerste divisie | 25         | 0          | 1     | 1     | 2         | 0         | 28     | 1      |
| 2019/20 | Helmond Sport    | Eerste divisie | 25         | 1          | 1     | 0     | 0         | 0         | 26     | 1      |
| 2020/21 | Helmond Sport    | Eerste divisie | 26         | 0          | 0     | 0     | 0         | 0         | 26     | 0      |
| 2021/22 | Roda JC Kerkrade | Eerste divisie | 36         | 2          | 1     | 0     | 2         | 0         | 39     | 2      |
| 2022/23 | Roda JC Kerkrade | Eerste divisie | 31         | 2          | 1     | 0     | 0         | 0         | 32     | 2      |
| 2023/24 | De Treffers      | Tweede divisie | 30         | 1          | 3     | 0     | 0         | 0         | 33     | 1      |
| 2024/25 | De Treffers      | Tweede divisie | 16         | 3          | 1     | 0     | 0         | 0         | 17     | 3      |
| Totaal  | Totaal           | Totaal         | 499        | 30         | 22    | 1     | 28        | 1         | 549    | 32     |

Bijgewerkt tot en met 26 december 2024.